# Diabrotica adelpha
Diabrotica adelpha is een keversoort uit de familie bladkevers (Chrysomelidae). De wetenschappelijke naam van de soort werd in 1875 gepubliceerd door Edgar von Harold.

## Synoniemen
- Diabrotica flaviventris Jacoby, 1887[2]
- Diabrotica tibialis Jacoby, 1887[2]